# Fíbula de Meldorf
La fibula Meldorf es una fíbula germánica encontrada en Meldorf (Schleswig-Holstein) en 1979, datada alrededor del siglo I. Las exactas circunstancias del lugar de recuperación no se conocen, pero se piensa que era una tumba de cenizas, posiblemente de una mujer. Presenta una inscripción que ha originado un amplio debate entre los especialistas sobre si se trata de escritura rúnica, protorúnica, o bien en alfabeto latino. De ser efectivamente considerada escritura rúnica sería el primer precedente del alfabeto futhark antiguo. La fíbula se conserva en Gottorp, Schleswig-Holstein. 

## Inscripción

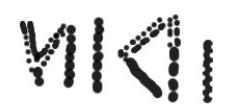
Reproducción de la inscripción de Meldorf

La inscripción, que se encuentra en la sujeción de la fíbula, y realizada con alguna técnica de punción, continúa siendo objeto de un vivo debate. La controversia versa principalmente si sus caracteres pueden ser considerado rúnicos, protorúnicos o bien se tratan simplemente de letras latinas. Hallazgos encontrados en Vimose – particularmente un peine con una inscripción que dice harja datada alrededor del año 160 – son considerados de forma generalizada los objetos rúnicos más antiguos encontrados hasta la fecha. Si la inscripción de la fíbula de Meldorf fuera rúnica tendría implicaciones importantes respecto al origen y desarrollo del futhark antiguo.

### Interpretaciones
Düwel y Gebühr (1981) sugieren que leyendo de derecha a izquierda la inscripción contiene cuatro runas (     ) que se leería como hiwi, siendo su significado «para la esposa o mater familias». Términos relacionados de los que hay constancia son: hīwa y hīwiski del sajón antiguo y alto alemán (esposa y familia respectivamente); hīwian del antiguo sajón y hīwan del alto alemán (casarse) y heiwa- en heiwa-frauja gótico (amo de la casa, marido).
Esta interpretación ha ganado peso con el descubrimiento del objeto Wijnaldum B, un pequeño colgante posiblemente de origen mediterráneo datado alrededor del año 600, en Leeuwarden, Friesland en 1990. En la parte trasera aparece una inscripción rúnica que Looijenga (1997) y Düwel (2001) interpretaron como hiwi (para la mater familias).
En cambio Odenstedt interpretó, en 1989, que la inscripción de la fíbula se compone simplemente de las letras del alfabeto latino IDIN (en el sentido corriente de izquierda a derecha), traduciéndolo como un nombre personal, de género indeterminado, si fuera femenino significaría «para Ida», si masculino «para Iddo». Seebold apoyó esta interpretación en 1994.
En 1997 Mees coincidió con Düwel en que se trataba de una inscripción rúnica, pero a diferencia de éste en lugar de leerla de derecha a izquierda la leyó en el sentido corriente, iṛiḷi, que él traduce como «Erilaz: maestro grabador, grabador rúnico». 
Otras posibles lecturas son: la rúnica hiþi (leído a la española jizi), las latinas inversas nidi o hiri y las rúnicas inversas iwih, irih, iþih.